# 焦夫人
焦夫人（?—?），中国十六国之前凉末代国王张天锡的夫人。其事迹不详，是张大豫的生母。张天锡没有立她为王后。在淝水之战後，张天锡投靠了东晋，张大豫在凉州复国，失败被杀。